# Flink zijn
"Flink zijn" is een nummer van de Nederlandse artiest Robert Long. Het nummer werd uitgebracht op zijn album Levenslang uit 1977.

## Achtergrond
"Flink zijn" is geschreven door Long zelf. Het gaat over de gevoelens van een man op de dag dat zijn geliefde bij hem vertrekt, omdat deze verliefd is geworden op een ander. Hij is het niet eens met de beslissing van zijn geliefde, maar ter bescherming van zichzelf spreekt hij dit niet uit. Uiteindelijk heeft de hoofdpersoon tijd nodig om weer verliefd te kunnen worden op een ander.
Hoewel "Flink zijn" nooit op single is uitgebracht, is het een van de meest populaire nummers van Long gebleken. Zo is het gecoverd door onder meer Paul de Leeuw op zijn album Plugged uit 1993, werd het in 2015 gezongen door Brace tijdens zijn auditie voor het televisieprogramma The voice of Holland en zong Anita Meyer het in 2017 tijdens het televisieprogramma Beste Zangers. In 2020 bracht Jan Teertstra, de bassist van Spinvis, zijn debuutalbum op met daarin remakes van nummers van Long, waaronder Flink zijn. Daarnaast staat de oorspronkelijke versie van Long sinds 2007 elk jaar in de NPO Radio 2 Top 2000, waarin het direct de hoogste notering behaalde op positie 485. 

## Hitnoteringen

### NPO Radio 2 Top 2000
| Nummer met noteringen in de NPO Radio 2 Top 2000 | '07 | '08  | '09 | '10 | '11 | '12  | '13  | '14 | '15 | '16  | '17 | '18 | '19 | '20  | '21 | '22  | '23  | '24  |
| ------------------------------------------------ | --- | ---- | --- | --- | --- | ---- | ---- | --- | --- | ---- | --- | --- | --- | ---- | --- | ---- | ---- | ---- |
| Flink zijn                                       | 485 | 1784 | 636 | 795 | 815 | 1088 | 1092 | 929 | 904 | 1105 | 875 | 971 | 834 | 1074 | 770 | 1143 | 1165 | 1203 |

1. ↑  Een vetgedrukt getal geeft de hoogste notering aan.
2. ↑  2007 was het eerste jaar met een notering voor dit nummer.

### Evergreen Top 1000
| Evergreen Top 1000 "Flink zijn" | Evergreen Top 1000 "Flink zijn" | Evergreen Top 1000 "Flink zijn" | Evergreen Top 1000 "Flink zijn" | Evergreen Top 1000 "Flink zijn" | Evergreen Top 1000 "Flink zijn" | Evergreen Top 1000 "Flink zijn" | Evergreen Top 1000 "Flink zijn" | Evergreen Top 1000 "Flink zijn" | Evergreen Top 1000 "Flink zijn" | Evergreen Top 1000 "Flink zijn" | Evergreen Top 1000 "Flink zijn" | Evergreen Top 1000 "Flink zijn" | Evergreen Top 1000 "Flink zijn" | Evergreen Top 1000 "Flink zijn" | Evergreen Top 1000 "Flink zijn" | Evergreen Top 1000 "Flink zijn" |
| Jaar                            | 2008                            | 2009                            | 2010                            | 2011                            | 2012                            | 2013                            | 2014                            | 2015                            | 2016                            | 2017                            | 2018                            | 2019                            | 2020                            | 2021                            | 2022                            | 2023                            |
| ------------------------------- | ------------------------------- | ------------------------------- | ------------------------------- | ------------------------------- | ------------------------------- | ------------------------------- | ------------------------------- | ------------------------------- | ------------------------------- | ------------------------------- | ------------------------------- | ------------------------------- | ------------------------------- | ------------------------------- | ------------------------------- | ------------------------------- |
| Positie                         | 225                             | 987                             | 974                             | 974                             | -                               | -                               | -                               | -                               | 125                             | 59                              | 53                              | 43                              | 58                              | 42                              | 53                              | 43                              |